# Naranga brunnea
Naranga brunnea är en fjärilsart som beskrevs av George Francis Hampson 1910. Naranga brunnea ingår i släktet Naranga och familjen nattflyn. Inga underarter finns listade i Catalogue of Life.